# هورب
شهرهورب در بخش لوتسرن در کانتون لوتسرن در کشور سوئیس واقع شده‌است که ۱۲٬۳۰۰ نفر جمعیت دارد.